# Pavel Rychetský
Pavel Rychetský (* 17. srpna 1943 Praha) je český politik, právník a od srpna 2003 do srpna 2023 předseda Ústavního soudu České republiky. Od července 1998 do července 2002 byl místopředsedou vlády Miloše Zemana a zastával post předsedy Legislativní rady vlády. V následující vládě Vladimíra Špidly zastával až do srpna 2003 stejné posty, navíc byl ministrem spravedlnosti. Od ustavení Senátu v roce 1996 až do jmenování ústavním soudcem byl rovněž senátorem za Strakonicko.

## Život

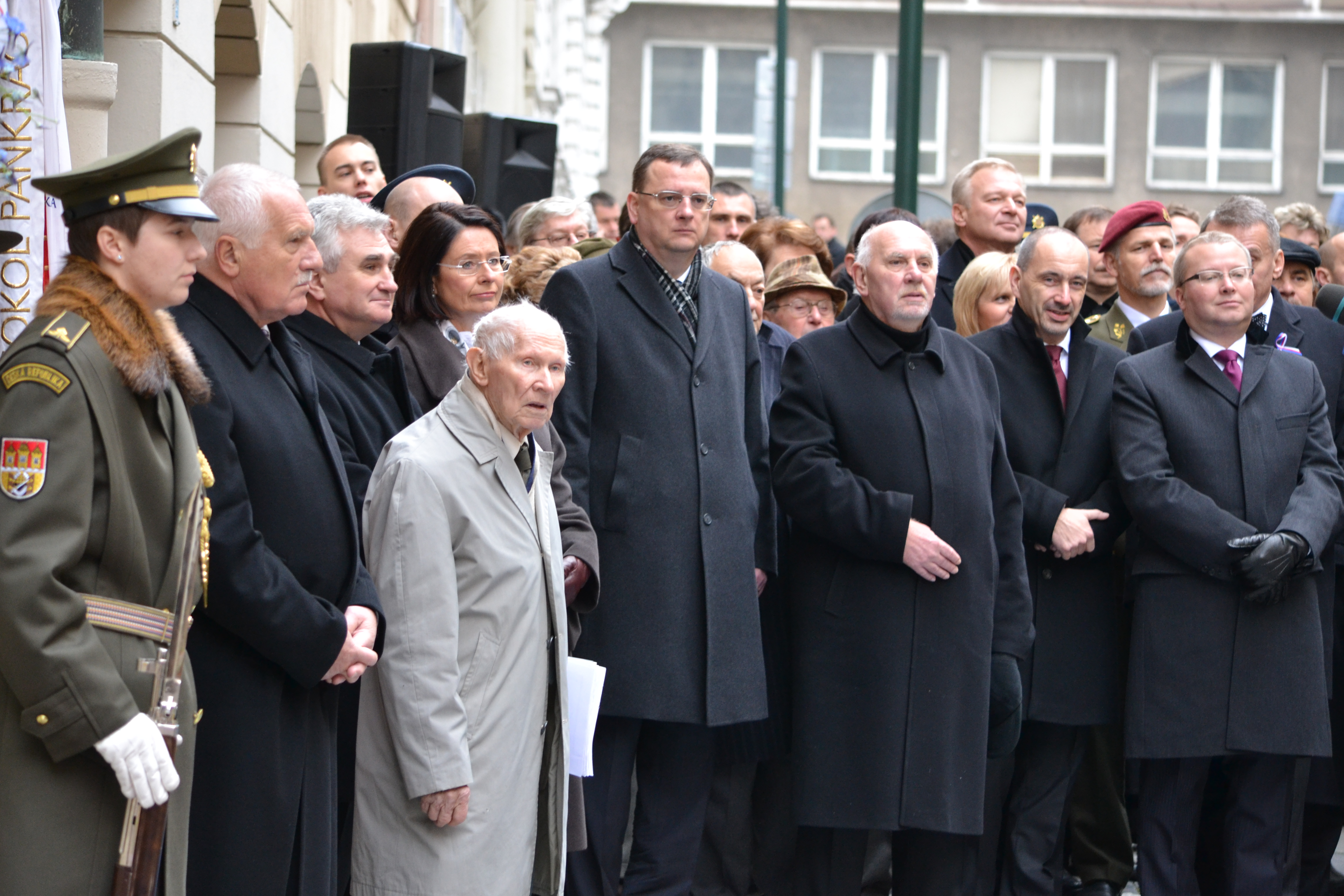
Mezi hosty při vzpomínkovém aktu k 17. listopadu 1939

Narodil se v rodině pražského advokáta. Jeho otec Josef Rychetský hájil v roce 1956 komunistického soudce Karla Vaše, strůjce řady justičních vražd. Jeho syn, Pavel Rychetský, považuje Vaše, na rozdíl od některých historiků, za politického vězně, který se stal také obětí politických procesů, protože v nich byli souzeni i lidé, kteří je původně pomáhali rozjíždět.
Studoval na Právnické fakultě Univerzity Karlovy v Praze. Členem KSČ byl v letech 1966 až 1969. Po studiích nastoupil k Městskému soudu v Praze jako justiční čekatel, ale bylo proti němu zahájeno soudní stíhání kvůli jeho nesouhlasu s procesem vedeným proti účastníkům tzv. majálesových událostí. Od té doby pracoval jako asistent na právnické fakultě. Od roku 1968 až do sametové revoluce pracoval jako podnikový právník v SBD Pokrok. Stal se signatářem Charty 77, publikoval v samizdatu i exilových časopisech. Dne 8. ledna 1990 byl jmenován generálním prokurátorem České socialistické republiky (od března 1990 České republiky).
Dne 27. června 1990 byl jmenován místopředsedou federální československé vlády Mariána Čalfy a z toho důvodu byl 20. července 1990 na vlastní žádost odvolán z funkce českého generálního prokurátora. Z pozice místopředsedy vlády předložil Federálnímu shromáždění řadu ústavních zákonů. Od roku 1992 vykonával advokátní praxi a přednášel politologii na Fakultě mezinárodních vztahů VŠE v Praze. V letech 1996 až 2003 byl senátorem za ČSSD ve volebním obvodu č. 12 (Strakonice). Do jmenování místopředsedou vlády ČR zastával funkci předsedy Ústavně právního výboru Senátu Parlamentu ČR, byl členem Mandátového a imunitního výboru a Organizačního výboru.
Dne 6. srpna 2003 byl jmenován soudcem a předsedou Ústavního soudu. Funkce ústavního soudce trvá deset let, v květnu 2013 jej ale prezident Miloš Zeman hodlal jmenovat opětovně a v červnu k tomu získal potřebný souhlas Senátu. Rychetský nicméně dopředu prohlásil, že podruhé chce funkci soudce Ústavního soudu zastávat jen do roku 2017. Tento názor později změnil. Například v Hospodářských novinách dne 2. ledna 2020 prohlásil, že mandát dokončí. Potvrdil to i v rozhovoru 8. února 2021 pro Český rozhlas. Mandát ústavního soudce a předsedy Ústavního soudu ČR tak zastával až do 7. srpna 2023, jeho nástupcem se stal Josef Baxa.

## Názory
Po amnestii, vyhlášené prezidentem Václavem Klausem, kritizoval Pavel Rychetský její rozsah a celkovou nepřipravenost. „Od roku 1920 všechny amnestie připravovala vždycky vláda v čele s ministrem spravedlnosti, ne Hrad,“ uvedl Rychetský. Dále zdůraznil, že u amnestie není institut kontrasignace premiérem formální akt. „Není možné o něm hovořit tak, že když to chtěl prezident, tak to musí premiér podepsat. To je takový diletantismus, že jej může vyslovit jen někdo, kdo nemá ani tušení o historii institutu kontrasignace v Československé republice od roku 1920,“ reagoval Rychetský nepřímo na tvrzení premiéra Petra Nečase, že „amnestii nemohl nepodepsat“. Kontrasignace je podle Rychetského v ústavě proto, aby vláda mohla mít amnestii nejen připravenou, ale aby také včas dopředu posoudila, koho amnestie očistí. Její řádná příprava je podle něj náročná práce na řadu měsíců pro specialisty z ministerstva spravedlnosti, případně z kanceláře prezidenta.
Po sněmovních volbách roku 2017 se kriticky vyslovil na adresu Tomia Okamury, lídra strany Svoboda a přímá demokracie – Tomio Okamura, který se poté stal místopředsedou Poslanecké sněmovny, a jeho názory označil za rasistické a neonacistické. Také se negativně vyjádřil o sociálních sítích, na nichž se objevuje podněcování k rasové nenávisti.

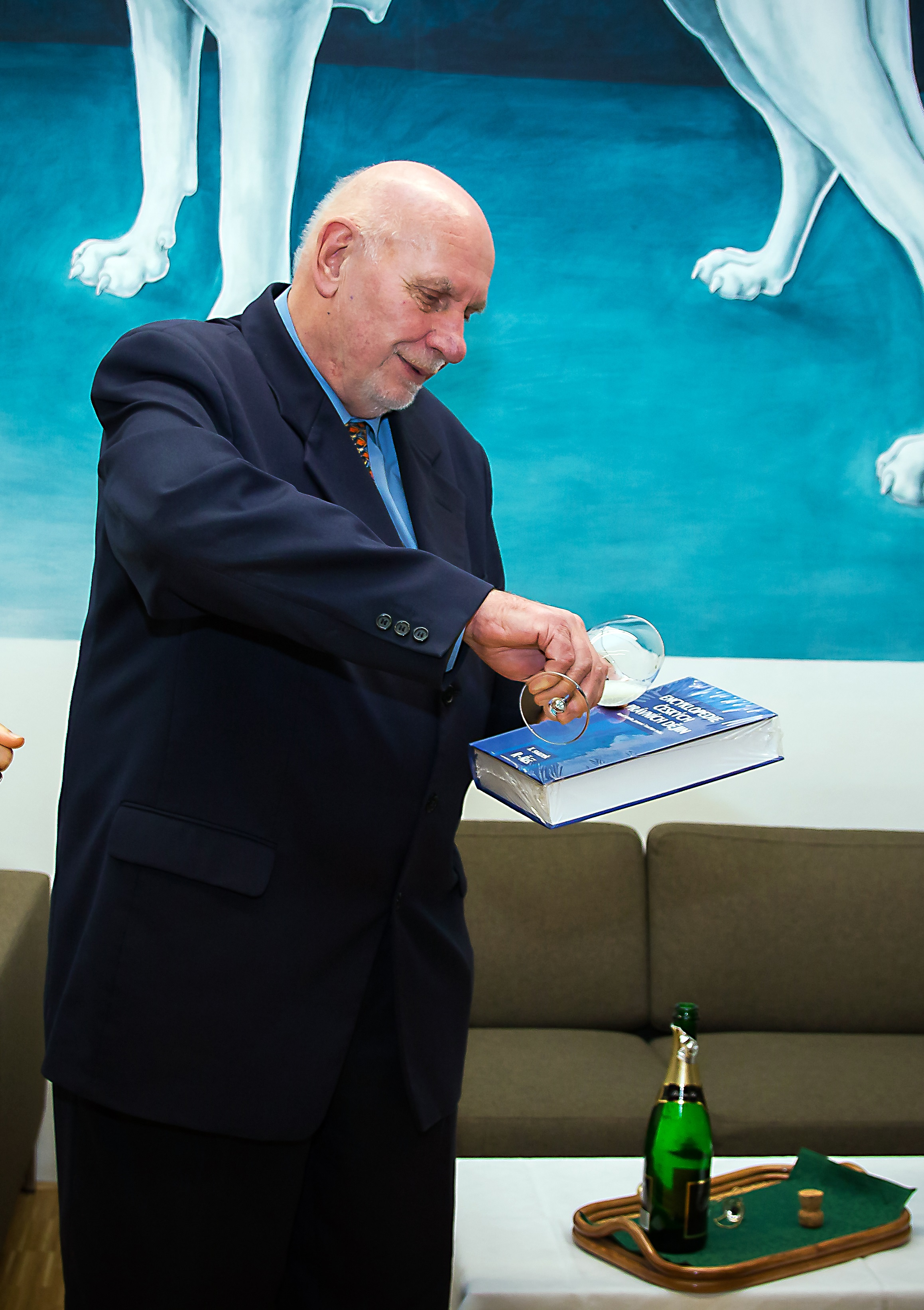
Předseda Ústavního soudu Pavel Rychetský při křtu Encyklopedie českých právních dějin v knihovně Právnické fakulty MU (2017)

V rozhovoru z 26. dubna 2022 pro rádio Frekvence 1 Rychetský v odpovědi na otázku moderátora, zda mu vadí některá vyjádření exprezidenta Václava Klause nebo expremiéra Andreje Babiše v souvislosti s válkou na Ukrajině, uvedl: „Dokonce jsem získal pocit, že ať přímo nebo nepřímo je ten Institut Václava Klause patrně z ruské strany nějak podporován finančně, a nepochybně hraje tedy roli, jak bych to řekl, stejnou jako ti ruští trollové, to znamená podpory něčeho, co je tak hanebné a barbarské, že si to skutečně nezaslouží žádným způsobem se snad tím vážně zabývat.“ Na dotaz, zda tím myslí přímo Václava Klause, odpověděl, že ano. V souvislosti s těmito výroky na něj v květnu Petr Macinka z Institutu Václava Klause podal trestní oznámení pro pomluvu, případně křivé obvinění. Podle zprávy ČT24 ze srpna 2022 bylo oznámení nedůvodné a zastupitelství případ ukončilo, aniž by se věcí zabývala policie.
V roce 2022 v rozhovoru pro web Aktuálně.cz vyjádřil své postoje ke kandidátům na post prezidenta České republiky. Vyjádřil se tak na adresu bývalého premiéra Andreje Babiše a Petra Pavla. Toto vyjádření, ve kterém sdělil, že nechce mít Ústavní soud v Agrofertu, kritizoval mj. senátor Zdeněk Hraba.

## Ocenění
Dne 12. července 2005 obdržel francouzský Řád čestné legie v hodnosti důstojníka. V srpnu 2011 se stal předsedou Alliance française Brno. V září 2016 získal čestný doktorát v oboru právo na Univerzitě Pavla Jozefa Šafárika v Košicích.
Dne 28. října 2020 Kancelář prezidenta republiky oznámila na svých stránkách, že bude Pavlu Rychetskému propůjčeno státní vyznamenání Řád Tomáše Garrigua Masaryka I. třídy za vynikající zásluhy o rozvoj demokracie, humanity a lidská práva. Dne 10. února 2021 prezident prostřednictvím svého mluvčího oznámil, že Rychetský vyznamenán nebude a udělení bude „anulováno“, jelikož prezident republiky nepodepsal dekret k jeho propůjčení. Důvodem nepropůjčení bylo rozhodnutí pléna Ústavní soudu, které zrušilo část stávajícího volebního zákona.
Dne 27. června 2021 mu bylo slovenskou prezidentkou Zuzanou Čaputovou uděleno státní vyznamenání Řád bílého dvojkříže III. třídy za mimořádné zásluhy o rozvoj vztahů mezi Českou republikou a Slovenskou republikou, zejména v oblasti práva a ústavního soudnictví.
Dne 27. října 2023 mu za zvláště vynikající zásluhy o stát v oblasti politiky udělil Řád Bílého lva, občanské skupiny I. třídy, český prezident Petr Pavel.

## Rodina
Pavel Rychetský je podruhé ženatý, druhá manželka Helena, roz. Matějková. Má tři děti: Tomáš (* 1965), Lukáš (* 1976) a Lucie (* 1979). Jeho tetou byla malířka a ilustrátorka Helena Zmatlíková.